# Xian de Quyang
Le xian de Quyang (曲阳县 ; pinyin : Qūyáng Xiàn) est un district administratif de la province du Hebei en Chine. Il est placé sous la juridiction de la ville-préfecture de Baoding.

## Démographie
La population du district était de 516 470 habitants en 1999.